# Saint-Loup-de-Varennes
Saint-Loup-de-Varennes este o comună în departamentul Saône-et-Loire, Franța. În 2009 avea o populație de 1.130 de locuitori.

## Evoluția populației
| An        | 1975 | 1982 | 1990 | 1999  | 2006  | 2009  |
| --------- | ---- | ---- | ---- | ----- | ----- | ----- |
| Populație | 671  | 693  | 986  | 1.018 | 1.114 | 1.130 |